# Heloneida Studart
Heloneida Studart, née le 25 avril 1932 à Fortaleza et morte le 3 décembre 2007 à Rio de Janeiro, est une romancière, essayiste, dramaturge, journaliste, femme politique et militante féministe brésilienne.

## Biographie
Née dans un milieu bourgeois cultivé, elle commence à écrire dès l'âge de neuf ans. À 16 ans, elle vit à Rio de Janeiro et rédige des chroniques pour le journal O Nordeste. En dépit de l'obtention d'un diplôme en sciences sociales de l'université fédérale de Rio de Janeiro, elle préfère travailler comme journaliste pendant, puis comme rédacteur en chef du magazine Manchete pendant une dizaine d'années. 
Épouse de Franz Orban, elle a six enfants. 
En politique, Heloneida Studart est élue à six reprises, sous la bannière du Parti des travailleurs, députée de l'État de Rio de Janeiro. En 1966, elle est élue présidente de l'Union des entités culturelles (Senambra). 
Avec d'autres femmes, elle fonde le Centre des femmes brésiliennes, la première organisation féministe du Brésil, ainsi que le Centre d'État pour les droits des femmes. En 2005, sous les auspices de l'Organisation suisse des femmes pour la paix, elle fait partie de l'initiative collective de « 1000 femmes » pour le prix Nobel de la paix, qui cherche la reconnaissance mondiale du rôle des femmes dans les efforts de paix.
Son roman le plus connu demeure Les Huit Cahiers (Selo das despedidas : romance), publié en 2000, une chronique familiale qui permet de raconter deux siècles d'oppression des femmes par la société brésilienne.

## Œuvres
- Mulher : objeto de cama e mesa (1974)
- China : o Nordeste que deu certo (1978)
- O Pardal é um pássaro azul (1981) Publié en français sous le titre Le Cantique de Meméia, traduit par Paula Salnot et Inô Riou, Montréal, Les Allusifs no 27, 2004  (ISBN 2-922868-31-1) ; réédition, Paris, 10/18, coll. « Domaine étranger » no 3986, 2007  (ISBN 978-2-264-04267-5)
- O estandarte da agonia : romance (1981)
- O torturador em romaria (1986) Publié en français sous le titre Le Bourreau, traduit par Paula Salnot et Inô Riou, Montréal, Les Allusifs no 54, 2007  (ISBN 978-2-922868-57-9)
- Mulher, a quem pertence teu corpo? : uma reflexão sobre a sexualidade feminina (1990)
- A deusa do rádio e outros deuses (1995)
- Jesus de Jaçanã : a história de um anjo da guarda que seguiu o sem-terra chamado Jesus (2000)
- Selo das despedidas : romance (2000) Publié en français sous le titre Les Huit Cahiers, traduit par Paula Salnot et Inô Riou, Montréal, Les Allusifs no 35, 2005  (ISBN 2-922868-36-2) ; réédition, Paris, J'ai lu, coll. « Par ailleurs » no 9040, 2009  (ISBN 978-2-290-01269-7)
- Luiz, o santo ateu (2006)